# Електроника
Електроника је наука која се састоји од физике, инжењерства, технологије и примена које се баве емисијом, протоком и контролом електрона у вакууму и материји. Идентификација електрона 1897. године, заједно са изумом вакуумске цеви, која може да појачава и исправља слабе електронске сигнале, инаугурисали су поље електронике и електронско доба. Електротехника је своје име добила током двадесетих година 20. века по истоименом америчком часопису (Electronics).
Појму електроника је могуће доделити три основна значења:
1. Електроника као наука је део физике која се бави проучавањем контроле кретања електрона и других носиоца наелектрисања кроз: слободан простор (електронске вакуумске цеви), полупроводне материјале (полупроводничке компоненте). Проучавање процеса у полупроводницима често се назива и физика полупроводника.
2. Електроника као техничка дисциплина је део електротехнике која се бави развојем и производњом електронских компоненти, уређаја и система.
3. Електроника као појам се често употребљава да означи део уређаја произведеног од електронских компоненти (нпр често кажемо електроника аутомобила подразумевајући под тим све делове аутомобила који су начињени од електронских компоненти).

Електроника се бави електричним колима чиме су обухваћене активне електричне компоненте као што су вакуумске цеви, транзистори, диоде, интегрисана кола, оптоелектроника, и сензори, асоциране пасивне електричне компоненте, и технологије за међусобно повезивање компоненти. Обично, електронски уређаји садрже опрему која се превасходно или искључиво састоји од примарних активних полупроводника уз допуну пасивним елементима; такво коло се назива електронским колом.
Нелинеарно понашање активних компоненти и њихова способност контроле протока електрона омогућава појачавање слабих сигнала. Електроника налази широку примену у обради информација, телекомуникацијама, и обради сигнала. Способност електронских уређаја да делују као прекидачи омогућава дигиталну обраду информација. Интерконекцијске технологије као што су штампане плоча, технологија паковања електронике, и други разноврсни облици комуникационе инфраструктуре комплетирају функционалност кола и трансформишу мешовите компоненте у регуларни радни систем.
Електрична и електромеханичка наука и технологија се бави генерацијом, дистрибуцијом, пребацивањем, складиштењем и конверзијом електричне енергије у и из других форми енергије (користећи жице, моторе, генераторе, батерије, прекидаче, релеје, трансформаторе, отпорнике, и друге пасивне компоненте). Ово разграничавање зе започило око 1906. године са Форестовим проналаском триоде, што је омогућило електрично појачавање слабих радио и аудио сигнала применом немеханичких уређаја. До 1950. године ово поље се звало „радио технологија”, јер је његова примарна примена била у дизајну и теорији радио трансмитера, пријемника, и вакуум цевима.
Године 2018. већина електронских уређаја је користила полупроводничке компоненте за обављање електронске контроле. Изучавање полупроводничких уређаја и сродних технологија сматра се граном физике чврстог стања, док се дизајн и конструкција електронских кола ради решавања практичних проблема сврстава под електронско инжењерство. Овај чланак има фокус на инжењерским аспектима електронике.

## Историјски развој
У октобру 1745. у Немачкој Евалд Георг фон Клајст је изумео кондензатор. Састојао се из тегле која је била напуњена водом, и жице која је кроз чеп била повезана са водом. Тегла је била направљена тако, да се држећи у једној руци спољашњи део жице доведе у контакт са електричним уређајем. Ако се додирне другом руком настаје пражњење, које изазива болан шок. Данашња Лајденска тегла је обложена алуминијумском фолијом, споља и изнутра. Електрични контакт остварује се са штапом који пробије чеп и спојен је ланцем са унутрашњим слојем метала. Комплетно пражњење се догађа када су две алуминијумске фолије повезане међусобно проводником. Њом су се могли постићи напони и до 25.000 V. Лајденска тегла се често користи у лабораторијама за демонстрацију и у експерименталне сврхе.
Бенџамин Френклин је системом од две Лајденске тегле убијао ћуране, а једном је скоро убио и себе. Иначе је Френклин открио фундаменталну чињеницу да се уместо тегле могу користити металне плоче раздвојене неким изолатором. Тако је Френклин начинио први плочасти кондензатор.
Развој електронике почиње тек крајем 19. и почетком 20. века и везан је за развој вакуумских цеви. Оне (термионички вентили) су биле међу најранијим електронским компонентама. Оне су скоро самостално одговорне за настанак електронске револуције прве половине двадесетог века. Електронске цеви су издигле електронику из стања забавних трикова и омогућиле развој радија, телевизије, грамофона, радара, телефоније на дуга растојања и много чега другог. Оне су одиграле водећу улогу у пољу микроталаса и трансмисије велике снаге, као и телевизијским пријемницима до средине 1980-их. Од тог времена, уређаји чврстог стања су скоро у потпуности преузели улогу електронских цеви. Оне се још увек користе за неке специјализоване примене као што су високонапонски РФ појачивачи, катодне цеви, специјализована аудио опрема, гитарска појачала и неки микроталасни уређаји.
Џон Амброуз Флеминг је 1904. развио кенотрон, касније познат као диода која дозвољава електричној струји да тече само у једном правцу. Ли Де Форест је 1906. поставио тзв. решетку, трећу електроду којом је контролисао јачину струју која протиче између аноде и катоде. Он је свој уређај назвао аудион, а касније је постао познат као триода. Ову компоненту је употребио да би направио појачавач сигнала код радио пријемника и предајника, што се може сматрати за првим електронским уређајем.
Иако су још почетком 20. века полупроводни материјали искоришћени за детектор сигнала у радио преносу пошто је тај уређај имао лошије карактеристике од вакуумских цеви полупроводници су заборављени све до 1947. када је у Беловим лабораторијама направљен први транзистор начињен од кристала германијума (Ge) и од тог тренутка полупроводничке компоненте постепено преузимају примат од вакуумских цеви зато што су полупроводничке компоненте много поузданије, енергетски ефикасније, брже и мањих димензија од електронских цеви. У априлу 1955, ИБМ 608 је био први ИБМ-ов производ који је користио транзисторска кола без вакуумских цеви и сматра се да је то био приви у калкулатор у потпуности направљен од транзистора и који је произвођен за комерцијално тржиште. Модел 608 је садржао више од 3.000 германијумских транзистора. Томас Џ. Вотсон је наложио да сви будући ИБМ производи требају да користе транзисторе у свом дизајну. Од тог времена транзистори су скори ексклузивно кориштени за израду рачунарских логичких кола и периферних уређаја.
Следећи важан догађај у развоју електронике је развој интегрисаних кола. Прво интегрисано коло патентирао је Џек Килби 1959. године. Оно се практично састојало од два транзистора на једном кристалу германијума. Сложеност интегрисаних кола је у наредним годинама муњевито расла да би од два интегрисана транзистора 1959. године данас 50 година после, достигли интегрисана кола са више од милион транзистора. Овај тренд се и даље наставља.
Електроника у данашњем свету је ушла у сва поља људске делатности од забаве, преко производње до медицине.
У најновије време врше се велика истраживања у циљу употребе синтетичких материјала са специјалним својствима за израду електронских компоненти, као што су неки полимери (пластика) који имају полупроводна својства, а такође се врше истраживања у циљу повезивања електронике са такозваним биочиповима.

## Гране електронике
Гране електронике су:
- рачунарство - развој хардвера рачунара
- аутоматика - електронски уређаји за контролу процеса, роботика итд
- телекомуникације - Телекомуникациони уређаји
- микроелектроника - развој интегрисаних кола и других полупроводничких компоненти.
- енергетска електроника - развој електронских компоненти за велике снаге.

Постоје још неке подврсте као што су оптичка електроника или оптоелектроника, микроталасна електроника итд.

## Електронске компоненте
Електронска компонента је недељиви градивни блок електронског кола који се налази у свом кућишту из кога излазе најмање два приступна краја за повезивање са осталим електронским компонентама. Електронска компонента је сваки физички ентитет унутар електронског система која се користи за вршење утицаја на електроне или њихова асоцирана поља у маниру који је конзистентан са унутрашњом функцијом електронског система. Повезивањем најмање две електронске компоненте настаје електронско коло. Компоненте су генерално намењене међусобном повезивању, обично путем лемљења за штампану плочу, да би се креирало електронско коло са датом функцијом (на пример појачавач снаге, радио-пријемник, или осцилатор). Компоненте могу да буду појединачно смештене, или кориштене у виду комплексних група као што је обично случај у интегрисаним колима. Примери електронских компоненти су кондензатори, индуктори, отпорници, диоде, транзистори, итд.
Компоненте се често групишу као активне (нпр. транзистори и тиристори) или пасивне (нпр. отпорници, диоде, индуктори и кондензатори). Данас су скоро све активне компоненте полупроводничке, тако да кад се данас говори о електроници, често се мисли само на полупроводничку електронику.
Двоприлазне полупроводничке компоненте:
- Диоде
  - еиода (исправљачка диода, импулсна диода)
  - Шоткијева Диода,
  - LED – светлећа диода,
  - PIN Диода,
  - тунел диода,
  - Зенер диода,
  - капацитивна диода
- дијак,

Троприлазне полупроводничке компоненте:
- транзистор
  - биполарни транзистор,
  - JFET - Транзистор са ефектом поља са површинским спојем,
  - MOSFET - Метал оксид полупроводник транзистор са ефектом поља,
  - IGBT - Биполарни транзистор са изолованим „гејтом“.
- тријак
- тиристор

Вишеприлазне компоненте
- операциони појачавач

Дигитална интегрисана кола где постоје, стандардни гејтови (капије), кодери, мултиплексори, бројачи итд.
- микропроцесори
- меморије

Пасивне компоненте су:
- осигурачи
- отпорници,
- варистори,
- термистори: NTC отпорник, PTC отпорник
- калемови,
- кондензатори итд.

## Електронска кола
Електронско коло чине међусобно повезане електронске компоненте. Најчешће су електронске компоненте залемљене на штампану плочу.

### Подела
Према сигналима са којима оперише електроника и електронска кола могу да се поделе на:
- Аналогна електроника оперише са континуалним сигналима по времену и амплитуди. Континуални сигнали су дефинисани у сваком временском тренутку и могу имати било коју вредност амплитуде.
- Дигитална електроника оперише са дискретним сигналима. Дискретни сигнали могу имати вредност амплитуде из тачно одређеног скупа што је дискретизација по амплитуди и бити дефинисани само у одређеним временским тренуцима (дискретизација по времену).

На основу ове поделе постоје и аналогна електронска кола, дигитална електронска кола и хибридна кола која раде и са аналогним и са дигиталним сигналима или пак преводе сигнал из једног облика у други.

### Аналогна електронска кола
Већина аналогних електронских уређаја, као што су радио пријемници, су конструисани у виду комбинације два типа основних кола. Аналогна кола користе непрекидан опсег напона или струје, за разлику од дискретних нивоа присутних у дигиталним колима.
Број различитих аналогних кола која су до сада развијена је огроман, нарочито зато што се као 'коло' може дефинисати све од једне компоненте, до система који садрже хиљаде компоненти. Аналогни кола се понекад називају линеарним колима мада се мноштво нелинеарних ефеката користи у њима, као што су миксери, модулатори, итд. Добри примери аналогних кола су вакуумске цеви и транзисторски појачивачи, операциони појачивачи и осцилатори. Ретко се могу наћи модерна кола која су у потпуности аналогна. У данашње време аналогна кола могу да користе дигиталне или чак микропроцесорске технике за побољшање перформансе. Овај тип кола се обично назива „мешовитим сигналом” пре него аналогним или дигиталним.
Понекад је тешко разликовати аналогно и дигитално коло, јер имају елементе како линеарног, тако и нелинеарног начина рада. Пример је компаратор који узима непрекидни опсег напона, али само пропушта на један од два нивоа као у дигиталном колу. Слично томе, прекорачиво транзисторско појачало може да поприми карактеристике контролисаног прекидача који есенцијално има два нивоа излаза. Заправо, многа дигитална кола су једноставно имплементирана као варијације аналогних кола попут овог примера. На крају крајева, већина аспекта стварног физичког света је есенцијално аналогна, тако да се дигитални ефекти остварују само ограничавањем аналогног понашања.
У основна аналогна електронска кола спадају:
- појачавачи – коло које појачава улазни сигнал на рачун енергије једносмерног извора
- осцилатори – коло које генерише сигнал одређених учестаности такође на рачун једносмерног извора енергије
- модулатори – коло које помера фреквенцијски спектар улазног сигнала у други део спектра
- детектори – Детектор или демодулатор из модулисаног сигнала издваја основни сигнал (супротно од модулатора)
- мешачи – комбинују фреквенцијске спектре два сигнала
- филтри – пропуштају само сигнале одређених фреквенција.

### Дигитална електронска кола
Дигитална кола су електрична кола која су базирана на ограниченом броју дискретних напонских нивоа. Дигитална кола су најчешћа репрезентација Булове алгебре, и она су у основи свих дигиталних рачунара. За већину инжењера, термин „дигитално коло”, „дигитални систем” и „логика” су међусобно заменљиви у контексту дигиталних кола.
Већина дигиталних кола користи бинарни систем са два напонска нивоа означена са „0” и „1”. Обично је логичко „0” нижи напон и назива се „ниско”, а логичко „1” се назива „високо”. Међутим, неки системи користе реверзну дефиницију („0” је „високо”), или су базирани на јачини струје. Често дизајнер логике може да преокрене ове дефиниције од једног кола до другог, како год нађе за сходно, и у складу са потребама датог дизајна. Дефиниција нивоа као „0” или „1” је произвољна.
Тернарна (са три стања) логика је била изучавана, и неки прототипни рачунари су направљени.
Рачунари, електронски часовници, и програмабилни логички контролери (који се користе за контролу индустријских процеса) се конструишу од дигиталних кола. Дигитални процесори сигнала су још један пример.
У дигитална електронска кола спадају
- Основна логичка кола тзв. „гејтови“ (капије): логичко „И“ коло, логичко „ИЛИ“ коло, логичко „НИЛИ“, логичко „НИ“, ексклузивно „ИЛИ“,
- Кола комбинационих мрежа
  - кодери, декодери, мултиплексери, демултиплексери
  - лечеви, флип-флопови, бројачи, регистри, меморије
  - микроконтролери, микропроцесори

Дигитална електронска кола могу бити реализована у различитим технологијама тако да постоје: TTL кола,  кола,  кола,  кола, CMOS кола итд.

### Хибридна електронска кола
Како би било могуће повезивање аналогних и дигиталних електронских постоје А/Д конвертори и Д/А конвертори. Практично свако хибридно коло мора да садржи барем једно од ова два кола.

## Дисипација топлоте и управљање топлотом
Топлота коју ослобађају електронска кола се мора расипати како би се спречили тренутни кварови и побољшала дугорочна поузданост. Дисипација топлоте се углавном постиже пасивном кондукцијом/конвекцијом. Средства за постизање веће дисипације обухватају топлотне издуве и вентилаторе за хлађење ваздуха, и друге форме рачунарског хлађења, као што је водено хлађење. Ове технике користе конвекцију, кондукцију, и радијацију топлотне енергије.

## Шум
Електронски шум је дефинисан као нежељене сметње које се надовезују на корисни сигнал и које имају тенденцију прикривања његовог информативног садржаја. Шум није исто што и дисторзија сигнала узрокована колом. Шум је присутан у свим електронским колима. Шум може бити електромагнетно или топлотно генерисан, те се може смањити снижавањем радне температуре кола. Друге врсте шума, као што је статички шум не могу се уклонити, јер су узроковане ограничењима физичких својстава.

## Теорија електронике
Математичке методе су интегрална компонента студија електронике. Стицање стручности у области електронике подразумева висок степен познавања математичких основа анализе електронских кола. Анализа кола је студија метода за решавање генерално линеарних система са непознатим променљивим вредностима као што су напони у датим чворовима или јачине струје кроз дату грану мреже. Један од алата у широкој употреби при оваквим анализама је SPICE (енгл. Simulation Program with Integrated Circuit Emphasis) симулатор кола.
За електронику је исто тако важно студирање и разумевање теорије електромагнетског поља.

## Електронска лабораторија
Због комплексне природе теорије електронике, лабораторијско експериментисање је важан део развоја електронских уређаја. Ови експерименти се користе за тестирање или верификацију дизајна инжењера и откривање грешака. Историјски гледано, лабораторије за електронику су се састојале од електроничких уређаја и опреме смештених у физичком простору, док последњих година постаје све израженији тренд кориштења софтвера за симулацију електронске лабораторије, као што су CircuitLogix, Мултисим и OrCAD.

## Дизајн помоћу рачунара
Данашњи електронски инжењери имају могућност да дизајнирају кола користећи префабриковане саставне блокове као што су јединице напајања, полупроводници (тј. полупроводнички уређаји, као што су транзистори), и интегрисана кола. Софтверски програми за аутоматизацију електронског дизајна обухватају програме за шематски приказ и програме за дизајн штампаних плоча електронских кола. Популарна имена у свету ЕДА софтвера су НИ Мултисим, Cadence, EAGLE, , Altium (Protel), LabCentre Electronics (Proteus), gEDA, KiCad и многи други.

## Методе паковања
Мноштво различитих метода повезивања компоненти је кориштено током година. На пример, рана електроника је често користила конструкцију од тачке до тачке са компонентама причвршћеним за дрвене плоче при изради плоча.  конструкција и омотана жица су били други методи у употреби. Већина модерне електронике користи штампане плоче направљене од материјала као што је ФР4, или јефтинијег (и мање отпорног на хабање) папира прекривеног синтетичким резином (SRBP, такође познатог као паксолин (бренд: Paxoline/Paxolin) и ФР2) - карактерисаног својом смеђом бојом.
Здравствени и еколошки аспекти монтаже електронике су последњих година попримили повећану пажњу, нарочито код производа намењених Европској унији, због њених регулација дефинисаних Директивом ограничења хазардних супстанци (RoHS) и Директивом о отпаду електричне и електроничке опреме (WEEE), које су ступиле на снагу у јулу 2006.

## Дизајн електронских система
Дизајн електронских система се бави мултидисциплинарном дизајнерском проблематиком сложених електронских уређаја, као што су мобилни телефони и рачунари. Овај предмет покрива широк спектар, од дизајна и развоја електронског система (развоја новог производа) до осигуравање његовог коректног функционисања, века трајања и одлагања. Дизајн електронских система је стога процес дефинисања и развоја комплексних електронских уређаја с циљем задовољавања специфичних захтева крајњег корисника.